# 9770 Діскавері
9770 Діскавері (9770 Discovery) — астероїд головного поясу, відкритий 1 березня 1993 року.
Тіссеранів параметр щодо Юпітера — 3,587.